# Захарово (Кировская область)
Захарово — деревня в Верхнекамском районе Кировской области России. Входит в состав Кайского сельского поселения. Код ОКАТО — 33207820006.

## География
Деревня находится на северо-востоке Кировской области, в северо-восточной части Верхнекамского района, к северо-западу от реки Кама. Абсолютная высота — 161 метр над уровнем моря.
Расстояние до районного центра (города Кирс) — 87 км.

## Население
По данным Второй Ревизии (1748 год) в деревне насчитывалось 17 душ мужского пола (государственные черносошные крестьяне).
По данным Всероссийской переписи, в 2010 году численность населения деревни составляла 18 человек (8 мужчин и 10 женщин).